# Juan I de Ávila
Juan fue un religioso hispanovisigodo, obispo de Ávila, el primero con este nombre, que ocupó el cargo aproximadamente entre los años 687 y 693. Fue, de hecho, el último de los obispos antiguos de Ávila, antes de la invasión musulmana del Reino visigodo de Toledo en 711.
Aparece documentado como uno de los obispos que asistieron al XV Concilio de Toledo el 11 de mayo del año 688. Figura en la posición número 20 de los firmantes, pero esto es probablemente un error en el orden de este concilio, porque que en el siguiente, el XVI, se encuentra en el número 43, lo que demuestra que llevaba pocos años en el cargo y está en consonancia con la cronología de su predecesor, Unigio, que todavía vivía en 683. Si bien se tienen noticias de él en 688 y aún aparece referido en 693, no se sabe si sobrevivió a la ocupación musulmana. A partir de ese momento no hay noticias fiables de obispos en Ávila bajo el dominio omeya. Algunos autores, según Enrique Flórez, mencionan distintos nombres, pero no les da credibilidad, por lo que el listado se reinicia con la restauración de la diócesis abulense con Jerónimo de Perigord en 1103.